# Hapsidomyces venezuelensis
Hapsidomyces venezuelensis är en svampart som beskrevs av J.C. Krug & Jeng 1984. Hapsidomyces venezuelensis ingår i släktet Hapsidomyces och familjen Pezizaceae.   Inga underarter finns listade i Catalogue of Life.